# トゥムド右旗

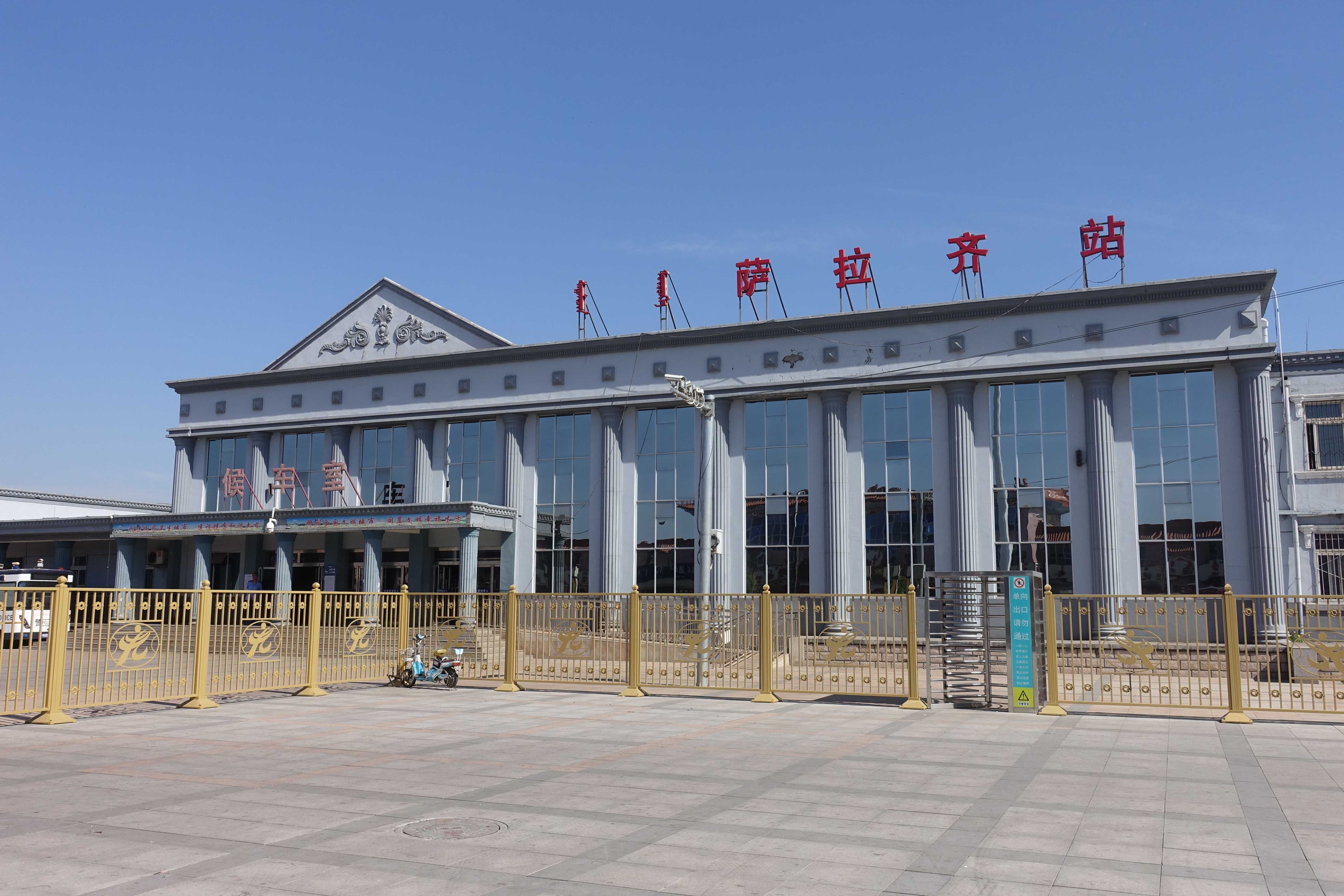
サーリチン駅

トゥムド右旗（トゥムドうき、モンゴル語: Түмэд баруун хошуу、ᠲᠦᠮᠡᠳ
ᠪᠠᠷᠠᠭᠤᠨ
ᠬᠣᠰᠢᠭᠤ　転写：Tümed Baraɣun qosiɣu）は、中華人民共和国内モンゴル自治区包頭市に位置する旗。地方政府はサーリチン・バルガス（薩拉斉鎮）にある。

## 行政区画
5バルガス（鎮）、3郷を管轄
- バルガス（鎮）
  - サーリチン・バルガス（薩拉斉鎮）
  - 双竜鎮
  - マイダル・ジョー・バルガス（美岱召鎮）
  - 溝門鎮
  - 将軍堯鎮
- シャン（郷）
  - ノールト・シャン（海子郷）
  - ミンシャ・ノール・シャン（明沙淖郷）
  - ソブラグ・シャン（蘇波蓋郷）